# Ecnomina concava
Ecnomina concava là một loài Trichoptera trong họ Ecnomidae. Chúng phân bố ở miền Australasia.